# Plegafulles daurat
El plegafulles daurat (Dendroma rufa) és una espècie d'ocell de la família dels furnàrids (Furnariidae).
Habita els boscos tropicals i subtropicals de frondoses humits i la selva pluvial d'estatge montà des de Costa Rica cap al sud, pels Andes de Colòmbia, Veneçuela, Equador i centre de Bolívia, i des del sud-oest i est del Brasil fins l'est del Paraguai i nord-est de l'Argentina.
Classificat freqüentment al gènere Philydor ha estat recentment ubicat a Dendroma.